# Тайпінське повстання

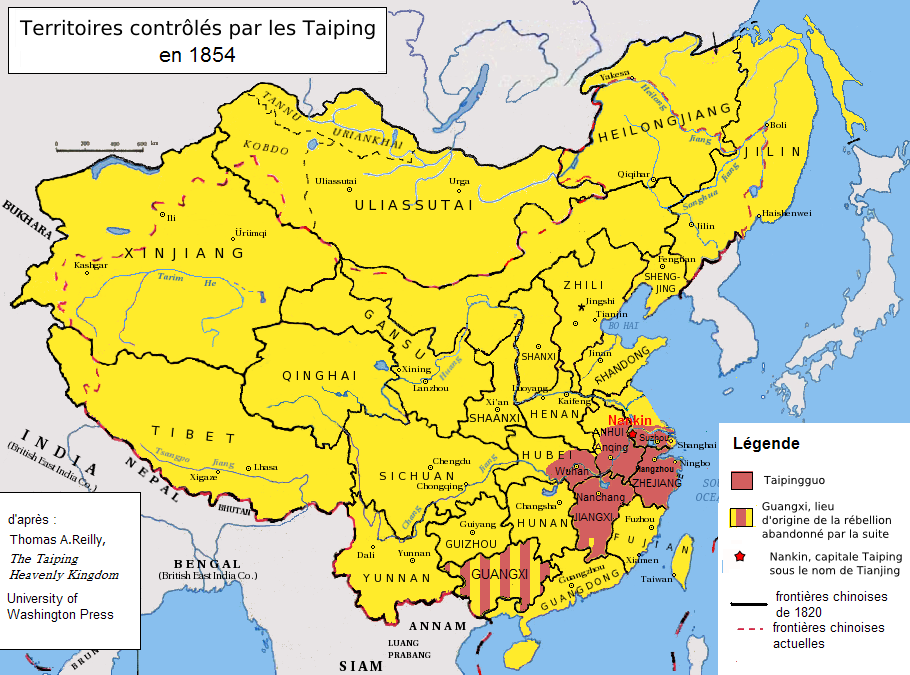
Червоним зазначено контрольовану в 1854 році тайпінами територію

Тайпі́нське повста́ння (англ. Taiping Rebellion) — національно-визвольне і релігійне повстання етнічних китайців у Південному Китаї в 1850–1864 роках проти панування маньчжурської династії Цін. Повстанці проголосили створення незалежної китайської Тайпі́нської держа́ви (кит.: 太平天国; піньїнь: Tàipíng Tiānguó; досл.: «Небесна держава Великого Спокою»), правителем якої став їхній ватажок Хун Сюцюань. Впродовж 15 років тайпіни контролювали територію, населення якої становило 30 млн осіб. Вони проводили радикальні соціально-релігійні перетворення, поширюючи у містах власний даосько-християнський синкретичний культ, головним ідеологом якого виступив Хун Женьгань. На знак непокори маньчжурам, тайпіни носили довге волосся замість кочівницької коси, яка передбачалася для всіх верств населення Китаю законом. Неспроможність маньчжурів швидко придушити повстання у перших роках, а також невдачі на фронтах Другої опіумної війни, викликали низку повстань проти цінського режиму в інших частинах імперії. Проте після підписання династією Цін Пекінського договору 1860 року, маньчжурську владу підтримали британці й французи. 1864 року Тайпінське повстання було жорстоко придушене. В ході воєн загинуло від 20 до 30 млн осіб. В комуністичному Китаї тайпіни возвеличуються як національні герої, що виступили проти іноземного та соціального поневолення. Повстанню присвячений Музей історії тайпінів в Нанкіні.

## У кінематографі
У Китаї знято два фільми з даної теми: «Кровні брати» 1973 року і його римейк 2007 року «Полководці»